# جايسون لاين
جايسون لاين (بالإنجليزية: Jason Line)‏ هو مهندس أمريكي، ولد في 24 يوليو 1969.